# Вільям Буг Лейшман
Сер Вільям Буг Лейшман (англ. William Boog Leishman; 6 листопада 1865, Глазго, Шотландія — 2 червня 1926, Лондон, Англія) — шотландський патолог, військовий лікар. У 1923—1926 роках був головою медичної служби армії Великої Британії. На його честь названо рід паразитичних екскават родини Трипаносоматиди (Trypanosomatidae) класу Кінетопластиди (Kinetoplastida). Представники роду спричинюють хвороби лейшманіози людини і тварин.

## Біографія

### Ранні роки
Лейшман народився в Глазго. Його батько, повний тезка, доктор Вільям Лейшман, був професором акушерства в Університеті Глазго. Вільям Буг навчався у Вестмінстерській школі та Університеті Глазго, надалі у 1887 році вступив до медичного корпусу Королівської армії, призначений хірургом. Служив в Індії, де робив дослідження кишкових гарячок та кала-азару (індійський варіант вісцерального лейшманіозу). Зокрема був в експедиції до Вазірістану в 1894-95 роках, отримав прикордонну медаль і застібку. Він під час відпочинку від основних обов'язків проводив дослідження з мікроскопії, використовуючи мікроскоп, якій він взяв собою в експедицію.
Він повернувся до Сполученого Королівства і став працювати у Вікторіанській лікарні в Нетлі в 1897 році. У 1900 році його призначено доцентом кафедри патології в армійському медичному училищі. Тоді він описав метод фарбування крові на малярію та інших паразитів — модифікацію та спрощення існуючого методу Романовського з використанням сполуки метиленового синього та еозину, яка стала відома як фарба Лейшмана.

### Відкриття лейшманії
У 1901 році, вивчаючи патологічний матеріал з селезінки пацієнта, який помер від кала-азару (тепер його називають «вісцеральним лейшманіозом»), він знайшов овальні тіла і опублікував звіт про них в 1903 році. Чарльз Донован з Індійської медичної служби незалежно від нього знайшов такі ж тіла у інших пацієнтів з кала-азаром, і тепер вони відомі як тільця Лейшмана—Донована і є збудником цього лейшманіозу, якому дали назву на честь обох науковців Leishmania donovani. Ім'я Лейшмана було запропоноване сером Рональдом Россом, який до того помилково оцінював хворобу, як особливо заразну форму малярію. Росс визнав, що помилявся, але був вражений роботою Лейшмана і класифікував етіологічний агент кала-азара до окремого роду Leishmania. Перший представник цього роду (збудник одного з різновидів шкірного лейшманіозу) описано раніше Петром Боровським у 1892 році. Лейшман також допоміг з'ясувати життєвий цикл Spirochaeta duttoni, що спричинює африканську кліщову гарячку, і разом з Альмротом Райтом розробив вакцинацію проти черевного тифу.

### Подальша медична кар'єра
1903 року він став професором патології в медичному коледжі Королівської армії. У 1905 році він був підвищений до підполковника на знак його наукових досягнень, а в 1910 році його обрано членом Лондонського Королівського товариства. У 1913 році він відмовився від кафедри патології в армійському медичному училищі, щоб взяти на себе обов'язки експерта з тропічних хвороб в армійській медичній консультативній раді при Військовій канцелярії, і в тому ж році він став одним із перших членів Комітету з медичних досліджень.
Під час першої світової війни займався профілактикою епідемічного висипного тифу у британських військах. У 1918 році його відкликали до Військового бюро, і при формуванні нових департаментів з гігієни та патології його призначено директором департаменту патології. У 1918 році його підвищили до звання генерал-майора. У 1923 році Лейшман став генеральним директором і отримав звання генерал-лейтенанта.

### Визнання
Він був президентом Королівського товариства тропічної медицини та гігієни в 1911—1912 роках. Став лицарем-командором «Ордена Лазні» і «Ордена Святого Михайла і Святого Георгія», лицарем благодаті ордена Святого Іоанна Єрусалимського (II ступінь, 1923), лицарем-бакалавром (1918), нагороджений орденом Почесного легіону (3-й клас і ранг Великого Офіцера), медаллю «За видатні заслуги» армії США.
У 1926 році 23 прізвища піонерів охорони здоров'я та тропічної медицини були обрані для розміщення на фризі будівлі Лондонської школи гігієни та тропічної медицини, серед них й ім'я Лейшмана.